# Downers Grove
Downers Grove és una vila dels Estats Units a l'estat d'Illinois. Segons el cens del 2008 est. tenia 49.250 habitants.

## Demografia
Segons el cens del 2000, Downers Grove tenia 48.724 habitants, 18.979 habitatges, i 13.019 famílies. La densitat de població era de 1.320,2 habitants/km².
Per edats la població es repartia de la següent manera: un 24,8% tenia menys de 18 anys, un 6,6% entre 18 i 24, un 29,3% entre 25 i 44, un 25% de 45 a 60 i un 14,3% 65 anys o més.
L'edat mediana era de 39 anys. Per cada 100 dones de 18 o més anys hi havia 87,7 homes.
La renda mediana per habitatge era de 65.539 $ i la renda mediana per família de 80.604 $. Els homes tenien una renda mediana de 56.422 $ mentre que les dones 36.938 $. La renda per capita de la població era de 31.580 $. Aproximadament l'1,3% de les famílies i el 2,3% de la població estaven per davall del llindar de pobresa.

## Poblacions properes
El següent diagrama mostra les poblacions més properes.